# مانسفيلد (نيويورك)
مانسفيلد (بالإنجليزية: Mansfield, New York)‏ هي بلدة أمريكية تقع في الولايات المتحدة في مقاطعة كاتاروغوس، نيويورك. يقدر عدد سكانها بـ 800 نسمة ومساحتها 102.5 كم2 وترتفع عن سطح البحر 571 متر.